# Perizonopus montanus
Perizonopus montanus är en mångfotingart som beskrevs av Karl Wilhelm Verhoeff 1941. Perizonopus montanus ingår i släktet Perizonopus och familjen Spirostreptidae. Inga underarter finns listade i Catalogue of Life.